# Луи I дьо Бурбон-Монпансие
Луи I Добрия (на френски: Louis Ier le Bon; * 1406, † май 1486, Рим, Папска държава) е граф на Монпансие от 1434 г., дофин на Оверн, граф на Клермон (1428), граф на Сансер, господар на Меркер и на Комбрай от 1426 г. Той е родоначалник на кадетския клон Бурбон-Монпансие.

## Произход
Той е втори син на Жан I (* 1381, † 1434), 4-ти херцог на Бурбон от 1410 г., граф на Форез от 1417 г., граф на Клермон ан Бовези от 1404 г., херцог на Оверн и граф на Монпансие от 1416 г. (по брак), френски военачалник, и на съпругата му Мария I дьо Бери (* 1375, † 1434), херцогиня на Оверн и графиня на Монпансие от 1416 г.
Има двама братя и две сестри:
- Шарл I (* 1401, † 4 декември 1456), 5-и херцог на Бурбон от 1434 г., съпруг на Агнес Бургундска
- Изабела (* 1402/1403, † 1412)
- Луи (* 1403, † 1414), граф на Форез
- Мария (* 1405, † млада)

Има и шест полубратя и полусестри от извънбрачни връзки на баща му.

## Биография
За разлика от баща си и брат си Луи практически не участва във военните конфликти на своето време, само в битката при Бове през 1430 г. Почти цялото си време прекарва в своите владения.
След женитбата си с Жана дьо Оверн през 1428 г. той, чрез брака си, получава Овернско Дофине и Графство Сансер. След смъртта ѝ през 1436 г. нейните овернски владения би следвало да преминат към по-големия му брат херцог Шарл I. Шарл обаче ги отстъпва на по-младия си брат, както през 1434 г. отстъпва наследството на майка си – Графство Монпансие. Графство Сансер през 1451 г. преминава към братовчеда на Жана, Жан V дьо Бюей.
Луи умира през 1486 г. на около 80-годишна възраст. Погребан е в Параклиса на Св. Луи в Егперс. Неговите владения наследява най-големият му син Жилбер.

## Брак и потомство
Луи I се жени два пъти:
∞ 1. 8 декември 1426 за Жана от Оверн (* 1411, † 26 май 1436), дофина на Оверн, графиня на Клермон и на Сансер, дъщеря на Беро III, дофин на Оверн.
∞ 2. 16 февруари 1443 за Габриела дьо Ла Тур д'Оверн († 1486), дъщеря на Бертран V дьо Ла Тур д'Оверн, граф на Оверн и на Булон, и на Жакет дю Пешин, от която има:
- Жилбер дьо Бурбон-Монпансие (* 1443, † 1496), 13-и дофин на Оверн, граф на Монпансие, вицекрал на Кралство Неапол; ∞ 24 февруари 1482 за Клара Гондзага (* 1 юли 1464, † 2 юни 1503), дъщеря на Федерико I Гондзага, 3-ти маркиз на Мантуа (1478 – 1484), и на Маргарета Баварска, от която има четирима сина и две дъщери
- Жан дьо Бурбон-Монпансие (* 1445, † 1485)
- Габриела дьо Бурбон-Монпансие (* 1447, † 1516); ∞ 1485 за Луи II дьо Ла Тремуй (* 1460 † 1525), виконт на Тоар, принц на Талмонт
- Шарлота дьо Бурбон-Монпансие (* 1449, † 1478); ∞ 1468 за Волферт VI ван Борселен († 1487), граф на Гранд